# Eric Moussambani
Eric Moussambani Malonga (Malabo, 31 maggio 1978) è un nuotatore equatoguineano.
Soprannominato "Eric the Eel" ("Eric l'anguilla") dai media anglofoni o "El Multiusos" da quelli ispanofoni, partecipò ai Giochi Olimpici di Sydney nel 2000 come unico nuotatore della sua nazione nella gara dei 100 metri uomini stile libero. Moussambani riuscì a concludere la gara con un tempo di 1'52"72, cioè più del doppio del tempo medio degli altri nuotatori olimpionici. Tuttavia la performance sportiva, ormai passata alla storia, è considerata come un esempio degli ideali del Comitato Olimpico Internazionale.

## Carriera
Moussambani si guadagnò la partecipazione ai Giochi Olimpici del 2000 senza soddisfare i requisiti minimi per le qualificazioni, ma attraverso una wild card riservata ai paesi in via di sviluppo con lo scopo di incentivare le nazioni che non dispongono di costose strutture per poter garantire la preparazione degli atleti.
Durante la cerimonia di apertura ebbe il ruolo di portabandiera per la sua nazione, la cui delegazione contava su 4 atleti. Il 19 settembre 2000 Moussambani disputò la prima batteria da solo, dopo che gli altri due nuotatori, il nigerino Karim Bare e il tagiko Farkhod Oripov, furono squalificati perché tuffatisi prima dello start. Dopo un'enorme "spanciata" nel tuffo nuotò alla meno peggio i primi 50 metri, con uno stile incredibilmente dilettantesco: gambe larghe e basse, testa sempre fuori dall'acqua e sbracciando a più non posso. Nonostante tutto arrivò alla fine della gara, tra l'ovazione di incoraggiamento di tutto il pubblico presente.
Eric aveva imparato a nuotare solamente otto mesi prima della gara, allenandosi nell'oceano, nei corsi d'acqua e nella piscina di 20 m messa a disposizione dall'hotel Ureca di Malabo, in quanto la Guinea Equatoriale disponeva di scarsissime strutture sportive. Ammise inoltre di non aver mai visto una piscina olimpica (da 50 metri) e di non aver mai concluso una gara di 100 m prima dell'evento a Sydney. Questa prova disastrosa lo rese comunque celebre, venne intervistato dalle televisioni di tutto il mondo e firmò contratti pubblicitari con le maggiori aziende produttrici di attrezzature sportive per centinaia di migliaia di dollari.
Nonostante fosse molto atteso, non poté partecipare alle olimpiadi di Atene del 2004, in quanto ebbe problemi con il visto.
Dal marzo 2012 allena la squadra di nuoto della Guinea equatoriale, partecipando ai Giochi Olimpici di Londra 2012 in veste di allenatore. È riuscito a migliorare il suo tempo nei 100 metri stile libero arrivando a 57 secondi.

## Atleti correlati
Nelle seguenti edizioni dei Giochi Olimpici occasionalmente i media si sono riferiti a potenziali successori di Eric Moussambani, intesi come atleti che si sono distinti per la pochezza delle loro performance sportive.
Prima dei Giochi Olimpici del 2008 i media internazionali hanno eletto Stany Kempompo Ngangola, un nuotatore della Repubblica Democratica del Congo, come il prossimo "Eric l'anguilla". Anche il velocista della Repubblica di Vanuatu Elis Lapenmal e il nuotatore palestinese Hamza Abdu sono stati definiti potenziali successori di Moussambani. Invece il nuotatore delle Isole Cook Petero Okotai si è paragonato egli stesso ad "Eric l'anguilla" dopo una gara deludente.
Durante i Campionati del mondo di atletica leggera 2009 diversi quotidiani come La Nación e il Daily Telegraph ha descritto la velocista samoana Savannah Sanitoa come «la nuova Eric "l'anguilla" Moussambani.»
In occasione dei Giochi olimpici di Londra 2012 il canottiere nigerino Hamadou Djibo Issaka è stato paragonato a Moussambani per la scarsezza del tempo effettuato alla sua prima presenza olimpica: ha terminato la gara dei 2000 metri in 8:25.56 minuti, quasi un minuto dietro il suo concorrente più vicino e quasi 1 minuto e 40 secondi dietro il vincitore. Issaka è un giardiniere e addetto alle piscine di 35 anni che è stato scelto dalla sua nazione per partecipare come canottiere olimpionico; per allenarsi ha avuto a disposizione soltanto tre mesi.